# Anton Memminger

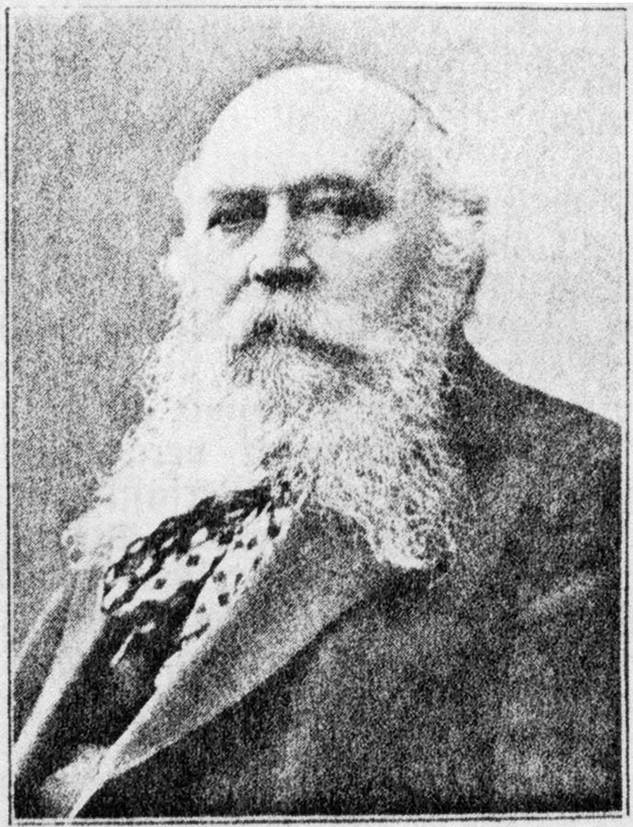
Anton Memminger (um 1905)

Anton Memminger, Pseudonym: Oswald Stein (* 2. April 1846 in Straubing; † 30. September 1923 in Schonungen) war ein deutscher Verleger, Autor und Politiker.

## Leben
Memmingers Eltern gewährten dem Jungen eine „gediegene Erziehung“. Nach dem Gymnasium in Straubing wechselte Memminger an die Universität Würzburg. Hier studierte er Rechtswissenschaften, Staatswissenschaften und Geschichte. 1867 gehörte er zu den Mitbegründern des freischlagenden akademischen Vereins „Adelphia“, einer noch heute in Würzburg als Burschenschaft ansässigen Studentenverbindung. Seinen einjährigen Militärdienst leistete er 1868 bei der 2. Sanitäts-Kompanie in Würzburg ab. Danach setzte er sein Studium nur unregelmäßig fort und widmete sich dem Journalismus. Er heiratete die Würzburgerin Babette Heusinger am 22. August 1869.
Im Sommer des folgenden Jahres (1870) rückte er anlässlich des Krieges gegen Frankreich zum Militärdienst ein. Wegen Kriegsuntauglichkeit wurde er zum Wachpersonal der Kriegsgefangenenlager in Ingolstadt und Straubing abkommandiert. Dort hatte er Kontakte zu Gefangenen der irischen Legion, durch die er die geistigen Anregungen zu seiner Auseinandersetzung mit Kelten und Druiden erhielt.
Zurück in Würzburg ging er wieder seiner Tätigkeit als Journalist beim „Würzburger Journal“ nach. In Nürnberg soll er 1872 einen Aufruf für den Philosophen Ludwig Feuerbach unternommen haben. In der gesammelten Werkausgabe Feuerbachs findet sich die Rede Memmingers, die er am Grab des Philosophen gehalten hatte:
„Feuerbach war nicht bloß Atheist und Republikaner, für ihn gab es keinen Unterschied der Geburt, der Konfession, des Standes und des Besitzes, für ihn waren alle Menschen gleich, sie waren seine Brüder. Feuerbach war internationaler Demokrat. – Im Namen aller Sozialrepublikaner der Erde, im Namen seiner Freunde Vaillant, Karl Marx, Johann Jacoby, Bebel und Liebknecht lege ich den verdienten Lorbeerkranz auf den Sarg des edlen Toten.“
Wegen Majestätsbeleidigung war er gezwungen, ins Ausland zu fliehen. Er siedelte in die Schweiz über, wo er sich sehr intensiv mit wirtschaftswissenschaftlichen und technischen Studien beschäftigte. 1881 veröffentlichte er ein Werk über die zukünftige Entwicklung der königlich bulgarischen Eisenbahn. Diese Arbeit ließ ihn zum Eisenbahnexperten avancieren, und es schlossen sich weitere Arbeiten auf diesem Gebiet an. Aus diesen Arbeiten stammte wohl auch ein gewisses Vermögen, mit dem er die Tätigkeiten in seiner zweiten Lebenshälfte subventionierte. 1882 begnadigte ihn schließlich Ludwig II. von Bayern, zu dem er auch persönlich Kontakte unterhielt. Dies ermöglichte Memminger 1883 die Rückkehr nach Würzburg. Dort nahm er seine journalistische und verlegerische Tätigkeit wieder auf. Mit seinem Bruder Thomas betrieb er außerdem die dazugehörige Druckerei.
Memminger wurde wegen Majestätsbeleidigung verurteilt, weil er im Juni 1886, nach dem Tod König Ludwigs II., folgendes in der Bayrischen Landeszeitung geschrieben hatte:
„Man kann doch dem Volke nicht zumuten, dass es die Ehrfurcht, Liebe und Achtung, die es dem genialen König Ludwig II. auch im Unglück nicht versagte, auf einen unheilbar blödsinnigen Prinzen überträgt.“
Memminger war stets ein aufsässiger Charakter und ein „Anwalt der Bedrängten“. Zusammen mit Karl Freiherr von Thüngen-Roßbach (1839–1927) gründete er 1893 den (in Teilen antisemitischen) „Fränkischen Bauernbund“. Am Beginn seiner politischen Ambitionen standen Kontakte zu den höchsten Kreisen. Auf die Bekanntschaft zu Otto von Bismarck war Memminger besonders stolz. Immer wieder kommt er in seinen Büchern darauf zu sprechen. Auch in der in seinem Verlag erschienenen und seit April 1897 in der Würzburger Domerpfarrgasse gedruckten „Neuen Bayerischen Landeszeitung“ veröffentlicht er regelmäßig Artikel zu Bismarck.
Schließlich wurde Memminger 1903 Abgeordneter der Zweiten Kammer des bayerischen Landtags. Aber schon bald zog er sich angewidert aus dem Politikbetrieb zurück und bezog seinen Altersruhesitz in Schonungen bei Schweinfurt. Nun folgte wiederum eine Phase, in der er etliche Bücher publizierte, wobei der Schwerpunkt auf heimatkundlichen Werken über Mainfranken lag. Unter anderem schrieb er für den Schweinfurter Unternehmer Ernst Sachs ein Buch über dessen Schloss Mainberg. Ferner veröffentlichte er 1923 ein Buch über die Kurstadt Bad Kissingen. Diese Arbeit, „mit vorzüglichen Pressekritiken bedacht, hat dem Verfasser, dem langjährigen Besucher und Verherrlicher des Saalebades, den Ehrenbürgerbrief der Stadt Kissingen eingetragen“.
Die „Gebrüder Memminger Verlagsbuchhandlung“ in Würzburg wurde ein Opfer der Bombennacht vom 16. März 1945 in Würzburg und ist danach nicht mehr nachweisbar.

## Anton Memminger, Schloss Mainberg ‚und die Druiden‘

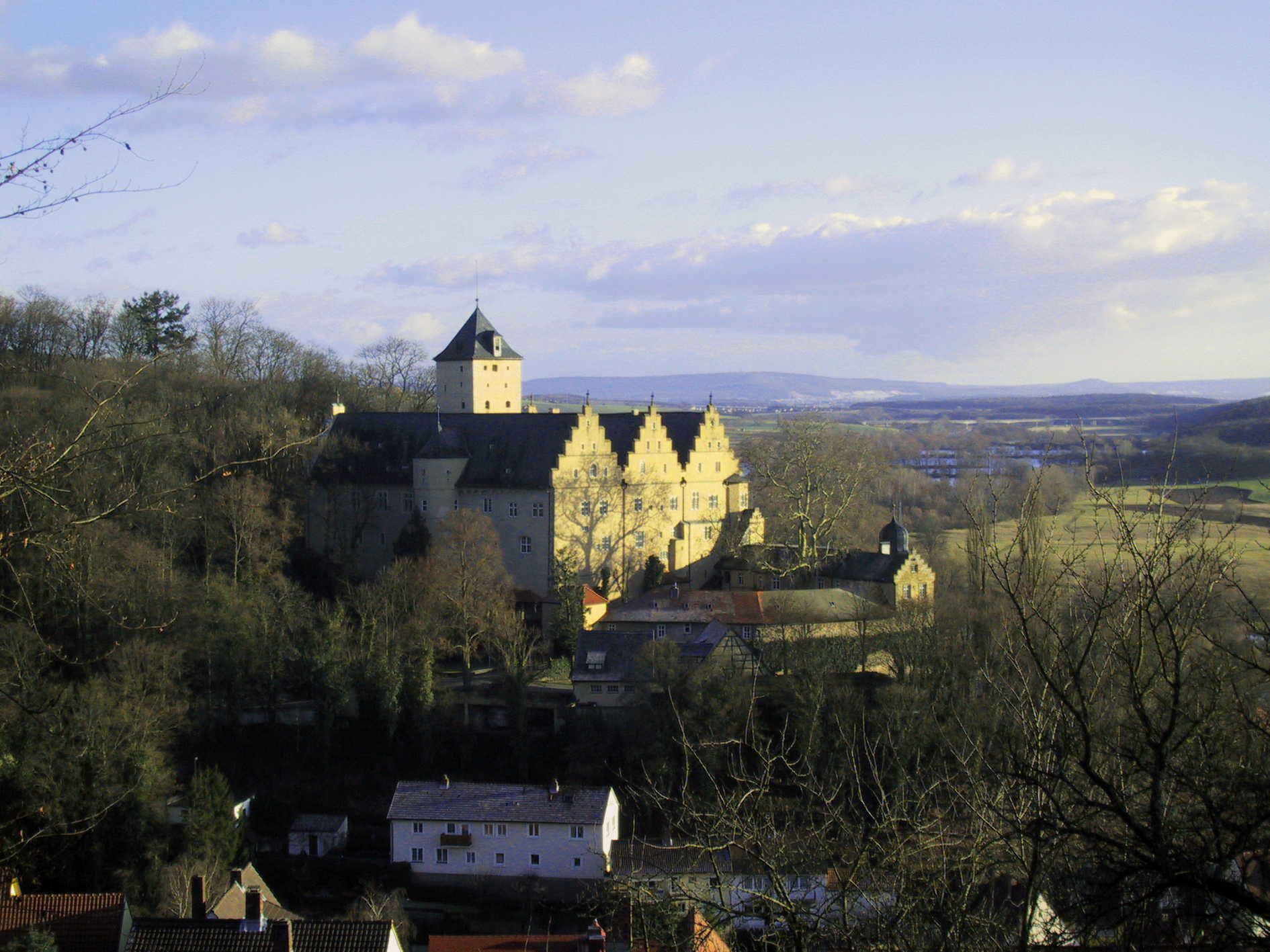
Schloß Mainberg bei Schweinfurt im Frühjahr 2005

„Nach dem Tode Jens Sattlers nahm die Witwe die aufgestapelten Schätze in ihre nur allzu getreue Hut. Ich darf dies sagen, denn als ich ihr nach der Entlassung des Fürsten Bismarck im Auftrag reicher Herren das Anerbieten machte, das Schloß an den Fürsten Bismarck abzugeben, dem es die Käufer als Alterssitz schenken wollten, konnte sie sich von ihrem stolzen Besitz nicht trennen.“
Dieses Zitat ist interessant. Im Auftrag welcher „reicher Herrn“ war Memminger hier tätig? Memmingers Bezüge zum Schloss Mainberg reichen mindestens bis zum Jahre 1886 zurück. Damals lernte er in Bad Kissingen „amerikanische Druiden“ kennen. Diese luden ihn zu einer rituellen Feier auf einem Hügel neben Schloss Mainberg ein. Nachdem es sich bei ‚amerikanischen Druiden‘ meist um gut situierte Amerikaner handelt, die oft Geschäftsleute waren, stellt sich die Frage, ob es nicht diese Herren waren, die an Bismarck einen Altersruhesitz verschenken wollten. Solche Gedanken müssen aber reine Spekulation bleiben, da sie sich durch nichts belegen lassen.
Hier weitere Belegstellen für das Mainberger Druidenreffen:
„Im Jahre 1886 wurde ich in Bad Kissingen mit amerikanischen Druiden bekannt. Sie fanden gefallen an meinem historischen Wissen und baten mich, bei Veranstaltung eines Festes im Druidenhain zu Mainberg die Festrede zu halten, die in der Einleitung dieser Schrift abgedruckt ist. Dreißig Jahre später richtete der neue Schloßbesitzer zu Mainberg, Herr Geheimrat Sachs, an mich das Ersuchen, die Geschichte der Burg zu schreiben.“
„In den uralten Eichenhain beim herrlich gelegenen Schloß Mainberg, in dem vor mehr als zweitausend Jahren die Druiden, die Priester der keltischen Ureinwohner, ihren Gottesdienst feierten, versammelte sich am Johannistag des Jahres 1886 eine Anzahl von etwa sechzig fremden Männern in weißen Mänteln zu einer geheimnisvollen Feier. Die meisten Teilnehmer waren von Bad Kissingen gekommen, die Mehrzahl von Ihnen bestand aus Amerikanern. Nach Absingung eines Liedes traten nacheinander zwei Redner auf. Der erste sprach englisch und begrüßte die Versammlung. Der zweite sprach deutsch, erklärte den Zweck der Zusammenkunft und setzte den aufmerksamen Zuhörern auseinander, daß sie sich hier an einer heiligen Stätte befänden, die von den Druiden und Barden, den Priester und Sängern der hier seit unvordenklichen Zeiten angesiedelten Kelten, der Abhaltung ihres Gottesdienstes geweiht und gefeit war.“
„Der Hain, in dem die Druidentagung des Jahres 1886 stattgefunden hat, liegt auf der Höhe gegenüber dem Schloß Mainberg, der gegen Süden von Weinbergen, gegen Osten vom Bachtal begrenzt wird. Der Hain ist ein herrlicher Eichenwald, der an seinem südlichen Rande einen prachtvollen Ausblick auf das Maintal bis zum Steigerwald und Schwanberg eröffnet. Dieser Hain bildete einst den Mittelpunkt eines Reiches, das vor der deutschen Völkerwanderung von den über Mittel- und Süddeutschland, Belgien und Frankreich, die Alpen und Oberitalien ausgedehnten Kelten, einem zweifellos hochbegabten Volke, bewohnt war.“

## Leistungen

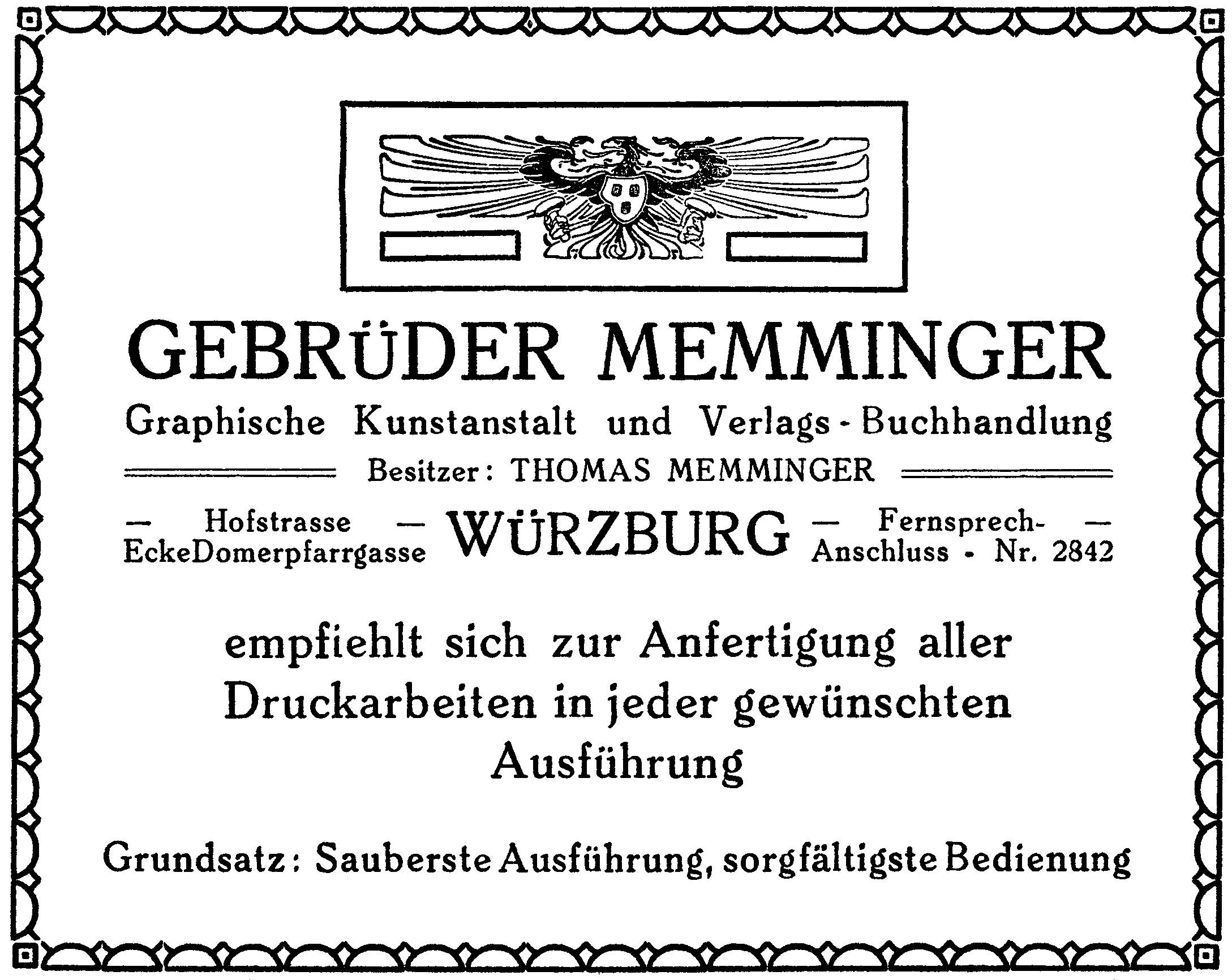
Historische Anzeige des Memminger Verlages in Würzburg um 1920

Memmingers Lebensleistungen liegen auf zwei Gebieten. Einmal war er in seinem ersten Lebensabschnitt ein außergewöhnlicher Eisenbahnexperte. Seine zahlreichen Publikationen geben einen Hinweis darauf. Leider ist diese Phase seines Lebens wenig erforscht.
Weiterhin hat er die „Gebrüder Memminger Verlagsbuchhandlung“ in Würzburg aufgebaut. Diese hatte über viele Jahre hinweg eine bedeutende Stellung in der Universitätsstadt Würzburg. Eine Flut wissenschaftlicher Publikationen wurden in diesem Hause gedruckt. Ferner erschienen dort die Zeitungen Neue Bayerische Landeszeitung, Bayerische Landeszeitung, Fränkische Landeszeitung – einschließlich deren diverser Beilagen und Wochenblätter (Bayerischer Bauernbund, Marktbärbel, Alma Julia, Illustrierte Wochenendpost, Gute Geister usw.).

## Kritik

### Arbeitsweise
Memmingers literarisches Schaffen muss sehr differenziert betrachtet werden. Einerseits erschloss er mit seinen Büchern sehr interessante Aspekte der unterfränkischen Regionalgeschichte. Spannend sind Bücher, in denen er sich mit sehr wenig beachteten Themen beschäftigte, wie zum Beispiel „Das Erbe der Druiden“. Diese Beiträge zur vorgeschichtlichen Epoche sind nicht zu unterschätzen.
Memmingers Werk sollte auch kritisch hinterfragt werden. Bei der Quellenarbeit war Memminger nicht der Genaueste. Viele Behauptungen bleiben unbelegt. Memminger neigt auch zu einer oberflächlichen Arbeitsweise. Es gibt ganze Kapitel, die er in anderen Büchern wiederholt. In fast all seinen Schriften gibt er seine Druiden-Geschichten zum Besten. Ganz gleich, ob dies dem Kontext der jeweiligen Schrift bekommt oder nicht.
Der Verlust des Ersten Weltkrieges ließ ihn nicht zur Ruhe kommen. Sein ganz besonderer Zorn galt den Franzosen. Machte er sie doch dafür verantwortlich, dass Papier Mangelware sei und deshalb seine Bücher schlecht ausgestattet wären. Vergleicht man die Bücher des Memminger Verlages mit zeitgenössischen anderen Schriften, fällt tatsächlich die schlechte Qualität auf. Allerdings auch beim Schriftbild, welches man ja kaum dem ‚Erbfeind‘ zuschreiben kann. Vielmehr bekommt man den Eindruck, dass der Memminger Verlag auf wirtschaftlich wackeligen Füßen stand. Dafür spricht auch, dass man sich mit dem Verkauf von neuen regionalen Reiseführern eine Verbesserung der finanziellen Situation erhoffte.

### Antisemitismus
Memminger war überzeugter Antisemit und Nationalist. Karl Herz nannte ihn 1956 „mit Fug und Recht einen Vorläufer Julius Streichers und des Dritten Reiches“. Einige Beispiele hierfür sind:
- 1895 war Memminger Auslöser einer größeren internationalen Affaire (Louis-Stern-Affäre). Ein kleiner Zwischenfall (Prozess zwischen dem New Yorker Kaufmann Louis Stern und dem stellv. Badekommissar v. Thüngen) im Kurbad Bad Kissingen wurde von ihm in seiner Zeitung Neue Bayerische Landeszeitung gezielt zur antisemitischen Agitation aufgebauscht. Diese künstlich angefeuerte Situation führte zu weitreichenden diplomatischen Verwicklungen zwischen den USA und dem deutschen Kaiserreich.[14]

„Es muß einmal zur reinlichen Scheidung kommen. (…) Die Noblesse fängt ohnehin schon seit Jahren an, unser Weltbad zu meiden, weil sie die jüdische Schoflesse mit ihrer Breitmacherei, Umaßlichkeit, Überhebung und Frechheit anekelt. Es ist nothwendig, daß diese Schoflesse gehörig getroffen und daß ein Exempel statuiert wird, damit die anständigen Deutschen und Ausländer wieder mehr Respekt vor den gutmüthigen Tatschi-Bayern bekommen und unser Weltbad wieder aus dem Verruf, in dem es Stern und Genossen gebracht haben, herauskomme.“
- Im Jahre 1897 musste er sich wegen Verleumdung vor Gericht verantworten. Er hatte den Schweinfurter Getreidehändler Uri Seligstein bezichtigt, minderwertiges Getreide ausgeliefert zu haben.[16]

- In einer Landtagsrede am 9. Februar 1906 kommentiert er mit einer spöttischen Sprache die jüdischen Kurgäste in Bad Kissingen:

„Da kommen sie scharen- und rudelweise aus dem Osten herangezogen und stehen herum in den Anlagen, daß kein anderer Mensch mehr passieren kann und daß sich alles darüber ärgert. Und in welchen Anzügen! Sie kommen in den schmutzigen Kaftans, Stiefel haben sie an von einer Größe wie die Mistbretter. (Stürmische Heiterkeit) Dann hängen ihnen die Ringellocken herunter, welche aussehen wie die Schlingpflanzen eines Urwaldes, in dem sich verschiedenes Rot- und Schwarzwild aufhält. (Heiterkeit)“
- Gegen Lebensende veröffentlichte Menninger die Schrift Hakenkreuz und Davidstern. Hier findet sich eine Äußerung, mit der er auf Distanz zu den frühen Nationalsozialisten geht. Mag sein, das sein hohes Alter und die Erfahrung des Ersten Weltkriegs seine verhärte Positionen aufgeweicht hatten:

„Sogar alte Antisemiten, die aber den Blick für die dringende Notwendigkeit der nationalen Einigkeit nicht verloren haben, müssen bei einem Gang durch die Stadt, deren Häuserfronten, Türen und Aborte mit Hakenkreuzen beschmiert sind, nach dem Zweck solch mißverstandenen Zeichensprache fragen. Denn selbst die Leute, die das Hakenkreuz als Schmuckstück und Ausdruck einer antisemitischen Gesinnung tragen, wissen offenbar nicht, daß dieses Kreuz niemals ein antisemitisch-parteipolitisches, sondern ein semitisch-astronomisches Zeichen war. Das zu sagen erfordert das Bekenntnis zur historischen Wahrheit.“

## Schriften

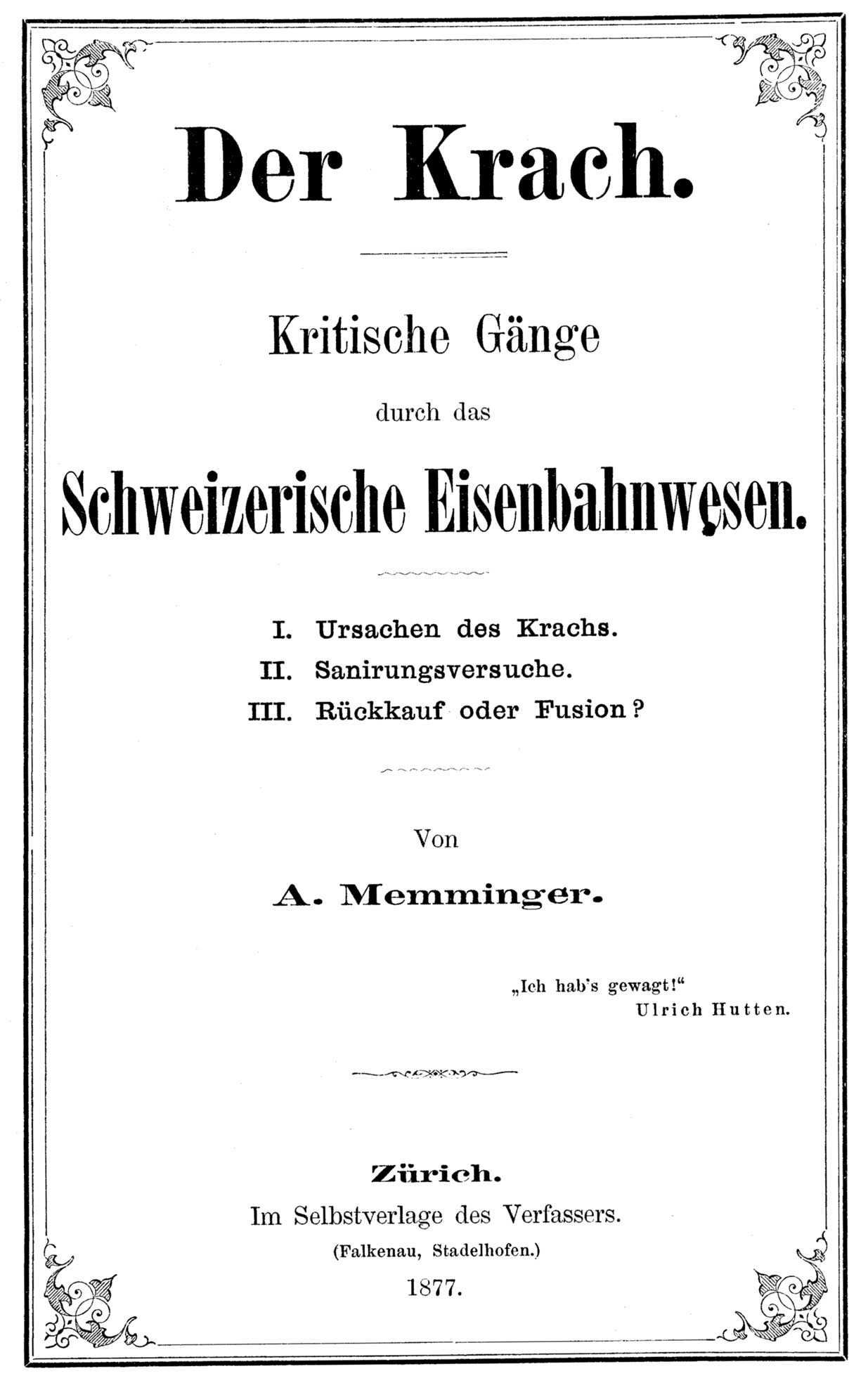
Historische Frontseite des Buches Der Krach von Anton Memminger aus dem Jahr 1877

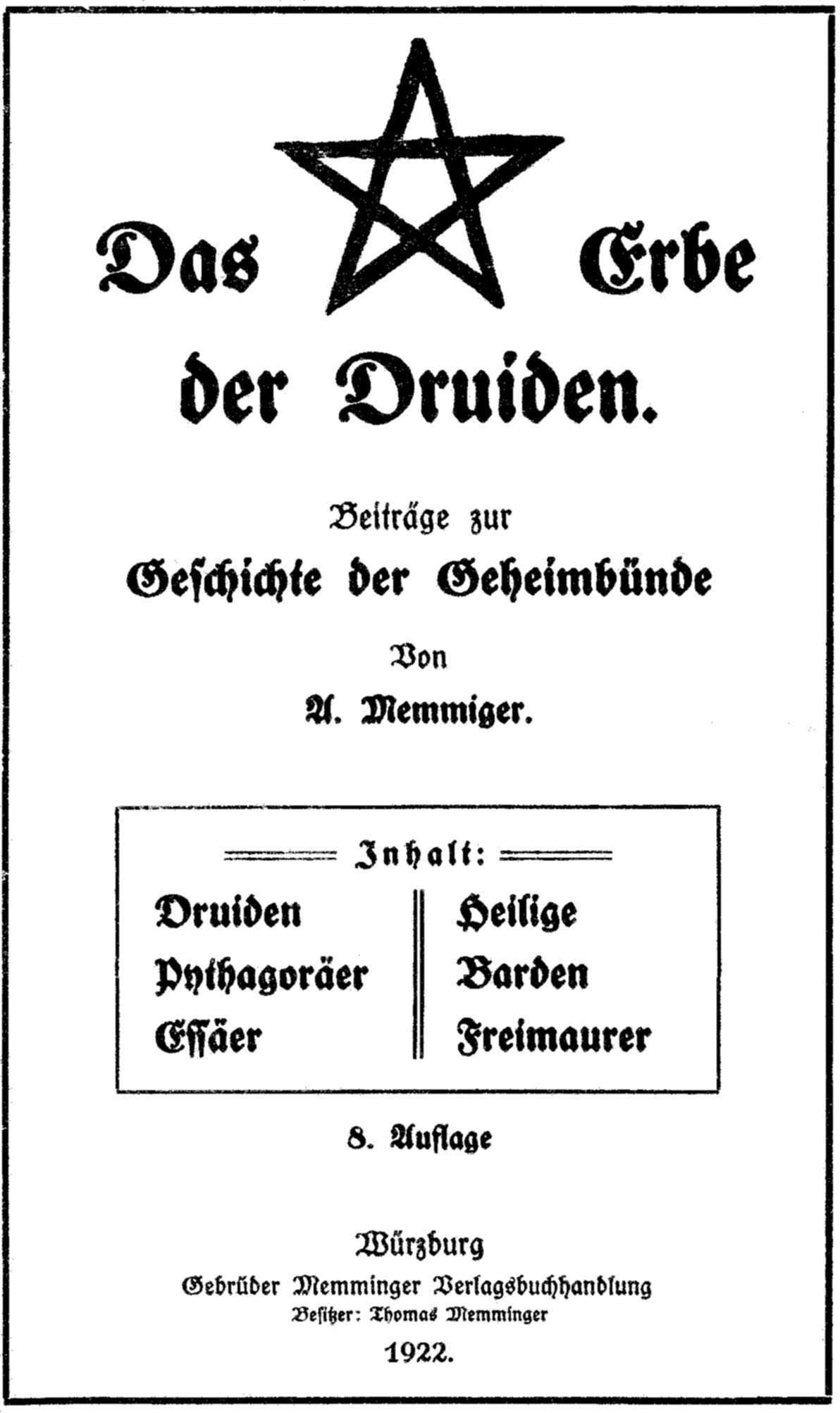
Historische Frontseite des Buches Das Erbe der Druiden von Anton Memminger aus dem Jahr 1922

- Die Freimaurer – Die Gefängnisarbeit. Nürnberg 1872.
- Der Krach – Kritische Gänge durch das schweizerische Eisenbahnwesen. Zürich 1877.
- Herr Alt-Bundespräsident Jakob Stämpfli und die schweizerischen Eisenbahnen – Discurse über die Actiengesellschaften und Staatsbahnen. Zürich 1878.
- Die österreichisch-deutschen Alpenbahnen und das Bodensee-Projekt Bregenz-Friedrichshafen-Constanz.
- Die Alpenbahnen und deren Bedeutung für Deutschland und Österreich – Mit bes. Beziehung auf Gotthard, Brenner, Arlberg u. Fernpass. Zürich 1878.
- Die N.O.B. [Nordostbahn] im Lichte der Ziffern.
- (alias Oswald Stein): Vergangenheit, Gegenwart und Zukunft der nationalen Wirthschaftspolitik. Leipzig 1880.
- Wer soll bluten? Würzburg 1885.
- Zürn und Spiess e. Festschr. zur Enthüllung d. Zürndenkmals am 18. Juli 1886. Würzburg 1886.
- Lieutenant Hofmeister als Sozial-Demokrat vor dem Militär-Schwurgerichte. Würzburg 1893.
- Der Talmud. Würzburg 1894 (Abdruck aus der Neuen Bayerischen Landeszeitung, Umfang: 166 S.).
- Das verhexte Kloster nach den Akten dargestellt. Würzburg 1904.
- Schloss Mainberg. Würzburg 1917 (weitere inhaltlich abweichende Auflagen 1922, 1934).
- Der Bayernkönig Ludwig II. Würzburg 1918.
- Das Erbe der Druiden. Beiträge zur Geschichte der Geheimbünde. Würzburg 1920.
- Neustadt an der Saale, Bad Neuhaus und Salzburg. Würzburg 1921.
- Schweinfurt ein Führer in die Stadt und Umgebung. Würzburg 1922.
- Hakenkreuz und Davidstern. Volkstümliche Einführung in die Geheim-Wissenschaften. Würzburg 1922.
- Volksmedizin. Die Heilmittel der Druiden nach Marzellus; d. Arzneibuch d. Physikus Johann Seitz. Würzburg 1923.
- Kissingen – Geschichte der Stadt und des Bades. Würzburg 1923 (mehrere inhaltlich abweichende Auflagen).